# Криштальський Василь Григорович
Криштальський Василь Григорович, художник з України в жанрі вівтарного мистецтва. Народився 12 лютого 1939 р. в селі Скобелка Горохівського району Волинської області. Помер 26 серпня 2016 року в м. Луцьк Волинської області .
Він один з небагатьох художників, які продовжували підпільно розписувати  і реставрувати храми під час радянського періоду, не дивлячись на заборону радянської влади і стеження КДБ. 
Завдяки роботам Криштальського збереглася школа українського розпису храмів.
За свої роботи в храмах і монастирях Україні, Білорусі і Росії, Василь Криштальський у 1988 р. був  нагороджений двома орденами за церковні заслуги: Орденом Сергія Радонєжського і Орденом Святого Володимира III ступеню. Під час повномасштабного вторгнення, його дочка, Світлана Козаченко, змогла евакуювати частину його робіт у Швецію, де вона проживає з сім”єю.
1. ↑  Пішов з життя відомий волинський художник-іконописець. ВолиньPost (англ.). Процитовано 3 лютого 2024.